# Mạnh Giai
Mạnh Giai (tiếng Trung: 孟佳; bính âm: Mèng Jia, sinh ngày 3 tháng 2 năm 1989) là một nữ ca sĩ và diễn viên người Trung Quốc, cựu thành viên của nhóm nhạc nữ Hàn Quốc Miss A. Cô được ra mắt dưới sự quản lý của JYP Entertainment trong năm 2010. Nhóm đã tan rã vào tháng 12 năm 2017. Mạnh Giai được coi là một trong 4 nữ nghệ sĩ nổi tiếng nhất của Trung Quốc hoạt động trong làng giải trí Hàn Quốc, cùng với thành viên Fei của Miss A. Ngày 20 tháng 5 năm 2016 cô hết hạn hợp đồng và chính thức rời khỏi Miss A.

## Tiểu sử
Mạnh Giai là con một.

## Sự nghiệp
Mạnh Giai từng theo học tại Seoul Institute of the Arts (Seoul Arts), chính thức được gọi là Seoul Art College, cùng với Fei của Miss A và Lim của Wonder Girls.
Trường cô tại Bắc Kinh tổ chức thử giọng với JYP Entertainment và cô đã được chọn để vào một nhóm nhạc nữ năm 2007, sau khi cô vô tình vào phòng thử giọng, tại đó cô biểu diễn một điệu nhảy và một đoạn rap. Jia cùng với Fei - thành viên Miss A, xuất hiện trong video âm nhạc của 2PM "My Color". Trong khi vẫn đi học, nhóm đã tới Trung Quốc và xuất hiện trong nhiều chương trình giải trí, biểu diễn nhảy và hát cho khán giả Trung Quốc. Vì cả nhóm không có tên chính thức, họ được người hâm mộ biết đến rộng rãi một cách không chính thức là JYP Sisters hay chỉ đơn giản là "Sisters (시스터즈)" và được mệnh danh bởi JYP là "Chinese Wonder Girls". Ban nhạc bắt đầu hoạt động quảng bá chính thức đầu tiên ở Trung Quốc với tư cách một nhóm là với Samsung Trung Quốc và phát hành một bài hát thương mại tên "Love Again" cho lễ hội nhạc Samsung.
Vào ngày 20/5/2016, cô đã hết hạn hợp đồng với công ty quản lý JYP Ent và chính thức rời khỏi Miss A.

## MV
- 2011: "Close Your Mouth".

## Phim

### Phim truyền hình
- 2011: Bay cao ước mơ (Khách mời)
- 2012: Bay cao ước mơ 2 (Khách mời)
- 2014: Mùa hè năm ấy (Vai phụ)

### Phim điện ảnh
- 2015: Tình yêu thứ ba vai Trâu Nguyệt
- 2019: 
  - Yêu nhầm bạn thân vai ca sĩ Trung Quốc
  - Undercover Punch and Gun vai Phantom

## Chương trình truyền hình
- 2020: Tỷ tỷ đạp gió rẽ sóng, debut ở vị trí thứ 2
- 2021: Sân khấu bùng nổ (Khách mời)
- 2023: Tỷ tỷ đạp gió rẽ sóng (Khách mời)